# Lobkowitz (Klein Strehlitz)
Lobkowitz (polnisch Łowkowice, 1936–1945 Jägershausen O.S.) ist ein Ortsteil der Landgemeinde  Klein Strehlitz im Powiat Krapkowicki der Woiwodschaft Opole (Oppeln) in Polen.

## Geographie
Das Straßendorf Lobkowitz liegt vier Kilometer südöstlich von Klein Strehlitz, sieben Kilometer südwestlich von Krapkowice und 31 Kilometer südlich von Opole (Oppeln) in der Nizina Śląska am linken Ufer der Osobłoga (Hotzenplotz).
Nachbarorte von Lobkowitz sind im Nordwesten Klein Strehlitz (Strzeleczki), im Norden Dobrau (Dobra), im Osten Komornik (Komorniki), im Süden Kórnica (Körnitz) und im Südwesten Schreibersdorf (Pisarzowice).

## Geschichte

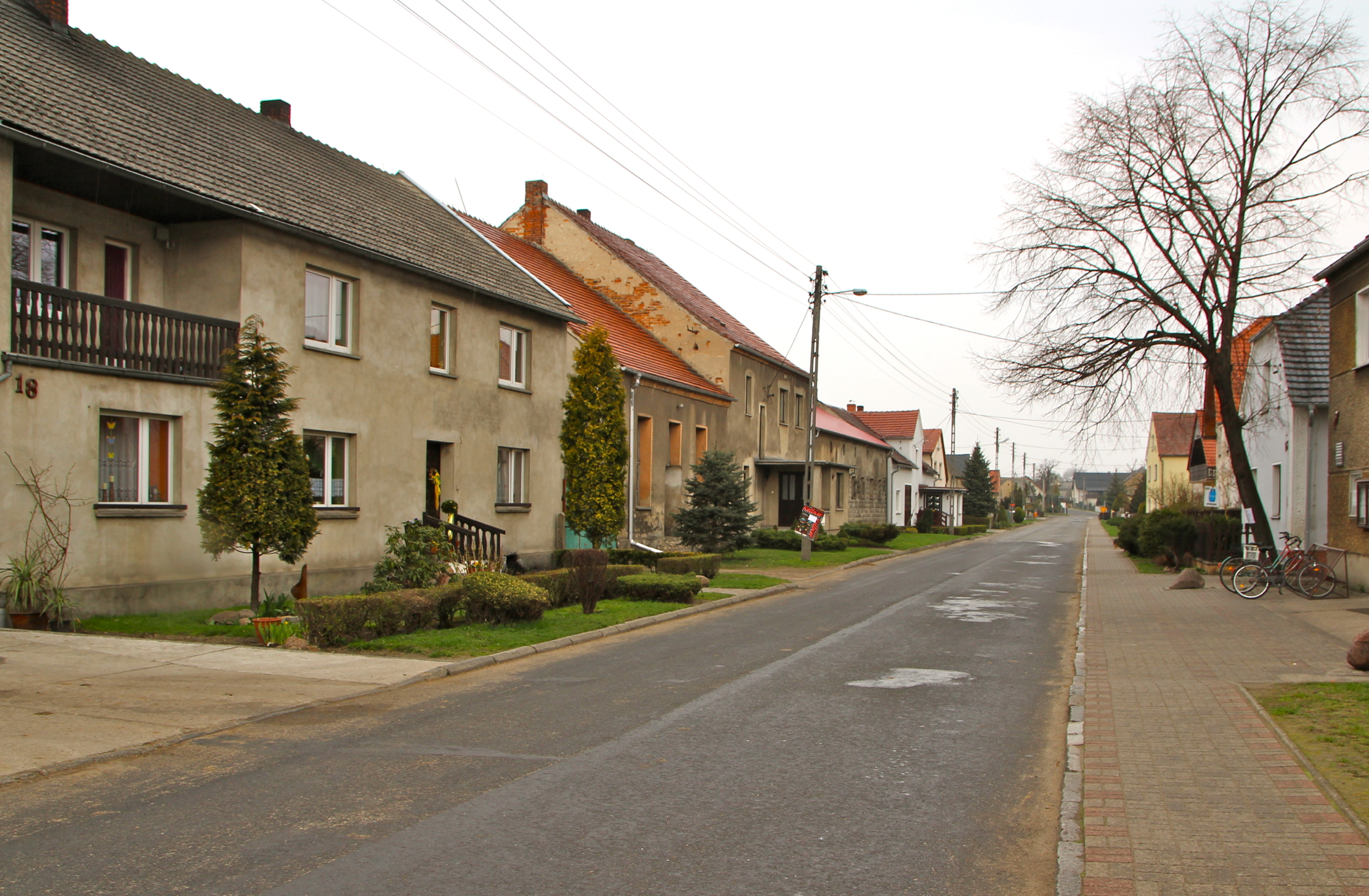
Straßenpartie

„Lofcovici“ wurde im 13. Jahrhundert nach Deutschem Recht gegründet und 1218 erstmals urkundlich erwähnt. 1534 ist die Schreibweise „Lowkowitz“ belegt. 1561 gelangte es an das Adelsgeschlecht Oppersdorf.
Bei der Volksabstimmung in Oberschlesien am 20. März 1921 stimmten 475 Wahlberechtigte für einen Verbleib bei Deutschland und 31 für Polen. Lobkowitz verblieb beim Deutschen Reich. Am 21. Juli 1936 wurde der Ort in Jägershausen O.S. umbenannt. Bis 1945 befand sich der Ort im Landkreis Neustadt O.S.
Als Folge des Zweiten Weltkriegs fiel Jägershausen O.S. 1945 mit dem größten Teil Schlesiens an Polen. Nachfolgend wurde es in Łowkowice umbenannt. Die deutsche Bevölkerung wurde, soweit sie nicht vorher geflohen war, weitgehend vertrieben. Die neu angesiedelten Bewohner waren teilweise Zwangsumgesiedelte aus Ostpolen, das an die Sowjetunion gefallen war.
1950 wurde Łowkowice der Woiwodschaft Opole eingegliedert und 1999 dem Powiat Krapkowicki zugeteilt. Am 17. Mai 2006 wurde in der Gemeinde Klein Strehlitz, der Lobkowitz angehört, Deutsch als zweite Amtssprache eingeführt. Am 24. November 2008 erhielt der Ort zusätzlich den amtlichen deutschen Ortsnamen Lobkowitz.

## Sehenswürdigkeiten
- Windmühle aus dem Jahr 1868

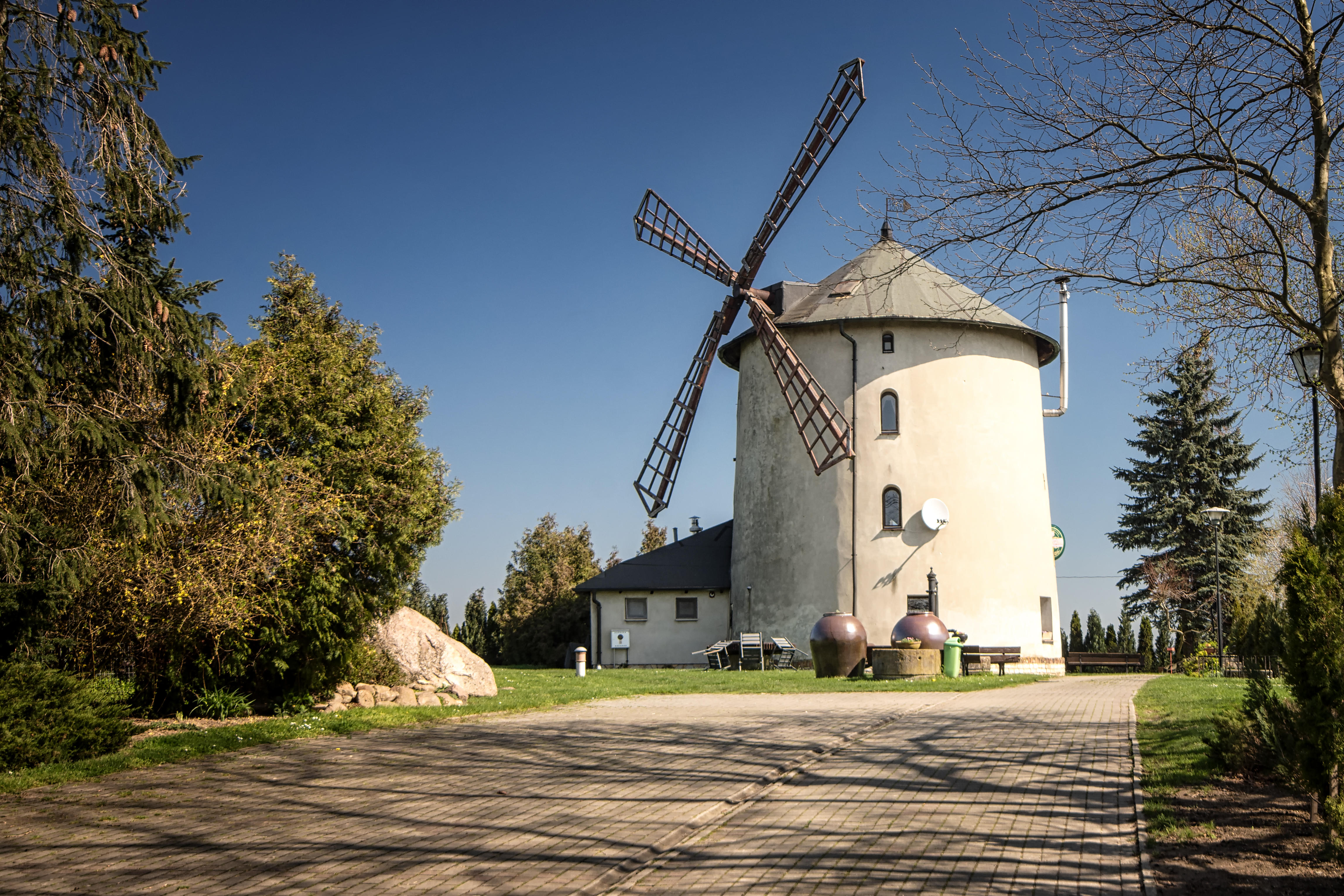
Windmühle

- Schloss und Park aus der Wende vom 19. zum 20. Jahrhundert
- Kapelle aus dem 19. Jahrhundert
- Hölzernes Wegkreuz mit Christus-Figur und einem Statue der hl. Maria.[2]

## Vereine
- Gemeinsamer Deutscher Freundschaftskreis mit dem Ort Komornik
- Freiwillige Feuerwehr OPS Łowkowice